# Strongylurus hirsutus
Strongylurus hirsutus är en skalbaggsart som först beskrevs av Mckeown 1942.  Strongylurus hirsutus ingår i släktet Strongylurus och familjen långhorningar. Inga underarter finns listade i Catalogue of Life.